# Bir Uld Chalifa
Bir Uld Chalifa – miasto w Algierii, w prowincji Ajn ad-Dafla.